# Dee Dee Warwick
Pour les articles homonymes, voir Warwick.
Dee Dee Warwick, de son vrai nom Delia Mae Warrick, née le 25 septembre 1945 à Newark (New Jersey, États-Unis), morte le 18 octobre 2008 dans le comté d'Essex (New Jersey), est une chanteuse de musique soul américaine.
Ses plus grands succès : You're No Good (1963), We're Doing Fine (1965), I Want To Be With You (1966), Foolish Fool (1969), She Didn't Know (1970), et Suspicious Minds (1971).
Elle est la sœur de Dionne Warwick (1940), la nièce de Cissy Houston (1933-2024) et la cousine de Whitney Houston (1963-2012), toutes trois comme elle chanteuses de soul.

## Biographie
Elle a commencé à chanter avec sa sœur Dionne Warwick et leur tante Cissy Houston dans la chorale de l'Église baptiste Nouvel espoir de Newark . Elle a également formé le trio gospel The Gospelaires.
En 1965, elle signe avec Mercury Records et sort la chanson R&B avec We're Doing Fine. En 1966, I Want to Be with You du spectacle de Broadway Golden Boy, obtient la place 9 du classement hit R&B.

## Singles
- 1963: You're No Good (Jubilee) (#117 US)
- 1965: Do It With All Your Heart (Blue Rock) (#124 US)
- 1965: We're Doing Fine (Blue Rock) (#96 US, #28 R&B)
- 1966: I Want To Be With You (Mercury) (#41 US, #9 R&B)
- 1966: I'm Gonna Make You Love Me (Mercury) (#88 US, #13 R&B)
- 1967: When Love Slips Away (Mercury) (#92 US, #43 R&B)
- 1969: That's Not Love (Mercury) (#106 US, #42 R&B)
- 1969: Ring of Bright Water (Mercury) (#113 US)
- 1969: Foolish Fool (Mercury) (#57 US, #14 R&B)
- 1970: She Didn't Know (She Kept On Talking) (Atco) (#70 US, #9 R&B)
- 1970: Cold Night In Georgia (Atco) (#44 R&B)
- 1971: Suspicious Minds (Atco) (#80 US, #24 R&B)
- 1975: Get Out Of My Life (Private Stock) (#73 R&B)

## Allégations d'abus sexuels
En 2018, le documentaire Whitney présenté au Festival de Cannes révèle par plusieurs témoignages (sa belle sœur Pat Houston et son assistante personnelle Mary Jones) que Dee Dee Warwick aurait agressé sexuellement plusieurs personnes dont Whitney Houston, alors enfant, et son demi-frère Gary Garland Houston.